# Neeka
Neeka, pseudoniem van Ilse Goovaerts, is een Belgische zangeres en tevens de naam van de groep waarmee ze optreedt.

## Geschiedenis
Ilse Goovaerts werd op 12 oktober 1970 geboren in Dendermonde maar groeide op in het Antwerpse. Vanaf haar achtste volgde ze muziekles aan de academie, met orgel als eerste instrument. Even twijfelde ze over een klassieke muzikale carrière via het conservatorium, maar de onzekerheid daarvan dreef haar naar de universiteit, waar ze in 1994 afstudeerde in de rechten. In de jaren 90 beoefende ze muziek louter als een hobby, in een covergroepje en een akoestisch trio. Geleidelijk aan groeide de drang om met eigen werk een publiek te bereiken. Dit resulteerde in 1999 in een titelloos debuut, bij PIAS. Dankzij de cover van Tom Robinsons Listen to the radio kreeg Neeka aandacht van de media, en van Robinson zelf.
In 2002 volgde de doorbraak met Candy Comfort, vooral dankzij het duet met Stef Kamil Carlens Don't hold me back, dat een radio-hit werd. Neeka toerde in Europa en verwierf enige internationale weerklank. De opvolger, Women wonderland, mag een conceptalbum genoemd worden, opgetrokken rond de geboorte van haar eerste kind, Simon. De plaat is geproduceerd door Luc Van Acker.
Eind 2009 volgde een vierde plaat, Robin. Hiervoor trok Neeka naar de Verenigde Staten, om er samen te werken met producer John Morand. Die had ze leren kennen via de groep Mint, voor wie Neeka al bijdragen leverde aan de cd Hinterland.

## Stijl
Neeka maakt gelaagde pop, geworteld in de Amerikaanse folk- en rootsmuziek. Vocaal wordt ze vergeleken met Joni Mitchell, Shawn Colvin en Ricky Lee Jones. Muzikaal is ze verwant met artiesten als Tim Buckley en Richard Thompson. Neeka schrijft en arrangeert het gros van haar muziek zelf, maar laat graag de ruimte aan de muzikanten met wie ze samenwerkt om het arrangement mee vorm te geven.

## Uitgebrachte albums
| Neeka (1999)            |
| Candy comfort (2002)    |
| Women wonderland (2005) |
| Robin (2009)            |
| Deeper well (2014)      |
| Meisje meisje (2019)    |